# 岡部来亜
岡部 来亜（おかべ らいあ、1995年12月21日 - ）は、福岡県を中心に活動するローカルタレント。リトルモンスターエンターテイメント所属。
夫は、九州朝日放送アナウンサーの和田侑也。

## 略歴
KBCラジオのリポーターひまわり号29期生としてデビュー。2022年3月に卒業後は、タレントとして活動を開始。
2022年11月11日に、九州朝日放送のアナウンサーである和田侑也と結婚。

## 出演

### テレビ番組
- KBCテレビ「地元応援live Wish＋」- リポーター
- RKB毎日放送「チャギハ!」 - リポーター

### ラジオ番組
- CROSS FM「UP↑UP↑」 - 水曜日 ナビゲーター[3]（2022年4月 - 2025年2月）
- CROSS FM「TAKE IT EASY」ナビゲーター（2024年4月 - ）
- CROSS FM「ワンダフル・カーライフ」ナビゲーター（2024年2月 - ）
- CROSS FM「北九州One Day Design Presents 人生の土台をつくる 「ウェルネスWAVE」」ナビゲーター（2024年11月 - ）
- KBCラジオ「PAO～N」 - 金曜日「岡部来亜の あれこれ くっつく アロンアルフア教室!」コーナーパーソナリティ